# جونز كوين
جونز كوين (بالإنجليزية: Jones Quain)‏‏ (1796 - 31 يناير 1865) هو عالم تشريح أيرلندي، حيثُ كان بروفيسورًا في الطب والفيزيولوجيا في جامعة لندن. هو مؤلف كتاب Elements of Anatomy والذي نشرت منه الطبعة الأولى عام 1828.